# Хендрикс (Западна Вирџинија)
Хендрикс (енгл. Hendricks) град је у америчкој савезној држави Западна Вирџинија.

## Демографија
По попису из 2010. године број становника је 272, што је 47 (-14,7%) становника мање него 2000. године.
| Група             | 2000.       | 2010.        |
| Белци             | 316 (99,1%) | 272 (100,0%) |
| Афроамериканци    | 0 (0,0%)    | 0 (0,0%)     |
| Азијати           | 0 (0,0%)    | 0 (0,0%)     |
| Хиспаноамериканци | 1 (0,3%)    | 0 (0,0%)     |
| Укупно            | 319         | 272          |